# تحكم بالوصول للوسط
طبقة التحكم بالوصول إلى الوسط (بالإنجليزية: Media Access Control اختصاراً MAC)‏ وهي جزء من طبقة ربط البيانات حسب نموذج الاتصال المعياري (OSI). تحمل هذه الطبقة العنوان الفيزيائي إلى كل جهاز موصول على الشبكة. هذا العنوان أكثر شيوعا باسم العنوان الفيزيائي للجهاز. يكون هذا العنوان مرمز على 48-بت ويستخدم لترميز كل جهاز على الشبكة وذلك من قبل الشركة المصنعة للجهاز. تستخدم الطبقة الفيزيائية هذا العنوان لتنقل البيانات بين عقد الشبكة.
وظيفة طبقة MAC :
- 1.في حالة الإرسال :تجميع المعطيات في أطر وإضافة العناوين والتحقق من الخطأ.
- 2.في حالة الاستقبال :فك المعطيات والتحقق من العنوان والتحقق من صحة الإرسال.
- 3.التحكم بالوسط الفيزيائي.